# Іттіген
Іттіген (нім. Ittigen) — місто  в Швейцарії в кантоні Берн, адміністративний округ Берн-Міттельланд.

## Географія
Місто розташоване на відстані близько 5 км на північний схід від Берна.
Іттіген має площу 4,2 км², з яких на 60,4% дозволяється будівництво (житлове та будівництво доріг), 23,9% використовуються в сільськогосподарських цілях, 14,5% зайнято лісами, 1,2% не є продуктивними (річки, льодовики або гори).

## Демографія
2019 року в місті мешкало 11 306 осіб (+3,3% порівняно з 2010 роком), іноземців було 25,8%. Густота населення становила 2692 осіб/км².
За віковим діапазоном населення розподілялося таким чином: 18,9% — особи молодші 20 років, 58,3% — особи у віці 20—64 років, 22,8% — особи у віці 65 років та старші. Було 5117 помешкань (у середньому 2,2 особи в помешканні).
Із загальної кількості 12 354 працюючих 30 було зайнятих в первинному секторі, 754 — в обробній промисловості, 11 570 — в галузі послуг.